# Saroglossa spilopterus
Saroglossa spilopterus é uma espécie de ave da família Sturnidae.
Pode ser encontrada nos seguintes países: Bangladesh, Índia, Myanmar, Nepal, Tailândia e possivelmente em Butão.
Os seus habitats naturais são: florestas subtropicais ou tropicais húmidas de baixa altitude e regiões subtropicais ou tropicais húmidas de alta altitude.